# Margaret MacNeil
Hannah Margaret McNair Mac Neil, detta Meggie (Jiujiang, 26 febbraio 2000) è un'ex nuotatrice canadese.

## Carriera
Nata in Cina, viene adottata da una famiglia canadese e trascorre la propria vita a London. Fortemente specializzata nella farfalla, sale alla ribalta nei campionati mondiali di Gwangju 2019, dove trionfa nella gara dei 100m, sconfiggendo la tre volte campionessa in carica Sarah Sjöström, che non perdeva una gara di questa specialità da più di 6 anni. Si ripete alle Olimpiadi di Tokyo nel 2021, vincendo l'oro nella medesima specialità. Negli anni successivi vince svariate medaglie mondiali, compresi sette ori in vasca corta tra Abu Dhabi 2021 e Melbourne 2022.
Il 26 settembre 2024, a ventiquattro anni, annuncia il suo ritiro dalle competizioni.

## Palmarès
- Giochi olimpici

Tokyo 2020: oro nei 100m farfalla, argento nella 4x100m sl e bronzo nella 4x100m misti.
- Mondiali

Gwangju 2019: oro nei 100m farfalla, bronzo nella 4x100m sl e nella 4x100m misti.
Budapest 2022: argento nella 4x100m sl e nella 4x100m sl mista, bronzo nella 4x100m misti.
Fukuoka 2023: argento nei 100m farfalla e bronzo nella 4x100m misti.
- Mondiali in vasca corta

Abu Dhabi 2021: oro nei 50m dorso, nei 100m farfalla, nella 4x100m sl e nella 4x50m sl mista, argento nella 4x100m misti.
Melbourne 2022: oro nei 50m dorso, nei 50m farfalla e nei 100m farfalla, bronzo nella 4x100m sl, nella 4x100m misti e nella 4x50m misti mista.
- Giochi panamericani

Santiago del Cile 2023: oro nei 50m sl, nei 100m sl, nei 100m farfalla, nella 4x100m sl e nella 4x100m misti, argento nella 4x100m misti mista, bronzo nella 4x100m sl mista.
- Giochi del Commonwealth

Birmingham 2022: oro nei 100m farfalla, argento nella 4x100m misti e nella 4x100m misti mista, bronzo nella 4x100m sl e nella 4x100m sl mista.